# 충북선
충북선(忠北線)은 세종특별자치시 조치원읍의 조치원역과 충청북도 제천시 봉양읍의 봉양역을 잇는 한국철도공사의 간선철도 노선이다. 통행방향은 어디서든 좌측통행이다.

## 개요
충북선은 일제강점기 당시 사설철도회사인 조선중앙철도주식회사에 의해 조치원 ~ 청주 구간을 1921년 개업한 것이 시초다. 일제강점기 당시에는 충주까지 연장되었다. 해방 이후, 국가에 의해 국유화되어 이후 중앙선과 연결되면서 강원도 지역 화물(석탄,양회등)의 경로로 이용되기 시작하였다. 이런 화물열차 중심의 운행으로 인해, 청주시 등 도시지역에서는 이설을 강력히 요구하게 되어, 청주시내구간은 수 차례 이설되기도 하였다.
충북선은 1970년대 초반쯤부터 화물열차로 인한 통행량이 선로 용량를 초과하는 상황이 되어 복선화가 결정되었다. 이로 인해 1975년 10월부터 5년여간의 공사끝에 1980년 10월 17일, 봉양 ~ 조치원 110km구간이 복선화되어 경부선, 경인선에 이은 세번째 전구간 복선 노선이 됐다. 복선화 이후, 경부선 전철화에 따른 운행 효율화 등을 위하여 1997년에 전철화 공사가 실시, 2005년 3월말에 완공되어 전기 기관차가 운행하고 있다.
현재 충북선을 운행하는 여객열차는 서울 ~ 제천 노선은 누리로에서 2020년 1월 13일부터 무궁화호로 변경되었고, 가장 많이 운행하는 여객열차는 대전 ~ 제천 무궁화호다. 그 외에도 충북종단열차인 동대구 ~ 영주 무궁화호가 운행되고 있다.

## 연혁

### 일제강점기 시절
- 1920년 3월 : 조선중앙철도주식회사 조치원 ~ 청주 구간 착공
- 1921년 11월 1일 : 조치원 ~ 청주 구간 개통
- 1923년 4월 28일 : 청주 ~ 청안 구간 개통
- 1923년 9월 1일 : 조선중앙철도가 5개사와 함께 조선철도로 합병[2]
- 1928년 12월 25일 : 청안 ~ 충주 구간 개통

### 해방이후 단선비전철 시절
- 1945년 10월 1일 : 청안역을 증평역으로 개칭
- 1946년 5월 17일 : 조선철도주식회사 국유화로 국가에 편입[3]
- 1956년 4월 11일 : 목행역 개업
- 1956년 6월 29일 : 월곡역, 송정역을 미호역, 서청주역으로 각각 개칭
- 1957년 9월 6일 : 상당역 개업[4]
- 1958년 5월 15일 : 충주 ~ 봉양 구간 개통
- 1959년 1월 1일 : 산척역, 동량역, 공전역 개업
- 1959년 2월 15일 : 삼탄역 개업
- 1960년 12월 25일 : 도안역 개업
- 1967년 5월 1일 : 문암임시승강장 개업[5]
- 1974년 6월 1일 : 문암임시승강장 폐역[6]
- 1974년 8월 15일 : 상당역[7], 미호역 폐역
- 1974년 12월 5일 : 오송역, 정하역 폐역[8]
- 1975년 10월 20일 : 충북선 복선화 공사 착공
- 1977년 9월 5일 : 오송역 재개업[9]
- 1980년 10월 14일 : 산척역 폐역

### 복선화 시대
- 1980년 10월 17일 : 전 구간 복선화 완료[10]
- 1992년 5월 1일 : 대전 ~ 제천 간 NDC 무궁화호 운행개시
- 1997년 5월 : 전철화 공사 착공[11]
- 2000년 9월 14일 : 청주공항임시승강장 개업
- 2000년 10월 1일 : 청주공항역 정식 개업
- 2004년 12월 10일 : 내수역을 무배치간이역으로 격하[12]

### 전철화 시대
- 2004년 12월 30일 : 전 구간 전철화 완료
- 2005년 3월 30일 : 전기기관차 운전 개시[13]
- 2006년 10월 31일 : 제천 ~ 조치원 간 무궁화호 운행 종료
- 2006년 11월 1일 : 대전 ~ 제천 간 무궁화호 증편 운행
- 2010년 3월 31일 : 하행 열차를 시작으로 서울 ~ 제천 간 누리로 운행 개시
- 2010년 11월 1일 : 오송역 재개통으로 전 열차 오송역 정차 개시
- 2012년 9월 17일 : 상행열차를 끝으로 누리로 열차 운행 종료
- 2013년 5월 15일 : 중부내륙순환열차 운행 개시
- 2014년 5월 1일 : 동대구 ~ 영주 간 무궁화호 신설 운행
- 2014년 8월 18일 : 중부내륙순환열차 운행 중단[14]
- 2015년 6월 2일 : 중부내륙순환열차 운행 재개[15]
- 2015년 12월 31일 : 서울발 제천행을 시작으로 누리로 운행 재개
- 2016년 1월 1일 : 대전 ~ 제천 간 무궁화호 열차감편 및 대전 ~ 제천 누리로 운행 개시
- 2016년 12월 9일 : 열차 시간표 개정으로 누리로 운행 종료 및 전 열차 무궁화호로 전환
- 2018년 7월 1일 : 서울~제천, 대전~제천 누리로 운행 재개
- 2019년 4월 17일 : 철도 노선번호 변경에 따라 306으로 변경[16]
- 2020년 1월 13일 : 서울~제천, 무궁화호로 변경 운행
- 2020년 2월 3일 : 중부내륙순환열차 운행 중지
- 2020년 8월 2일 : 삼탄역 침수와 토사 유출로 충북선 전 구간 운행 중단[17]
- 2020년 8월 3일 : 삼탄역 침수와 토사 유출로 충주역 ~ 봉양역 구간 운행 중단[18]
- 2020년 9월 8일: 삼탄역, 충주역 ~ 봉양역 구간 운행 재개 및 일부구간 서행[19]
- 2021년 1월 5일: 봉양역 여객 영업 재개
- 2023년 7월 15일: 집중호우로 철로에 토사가 유입되거나 선로 손상으로 모든 열차가 운행중지
- 2023년 8월 3일: 조치원역 ~ 증평역 구간 운행 재개

## 차량
- 객차
  - 무궁화호
- 기관차
  - 한국철도공사 8200호대 전기 기관차

## 터널 목록
| 터널 명칭    | 길이   | 준공년도 | 비고      |
| ------------ | ------ | -------- | --------- |
| 백마터널     | 884m   | 1980년   |           |
| 마송터널     | 659m   | 1980년   |           |
| 인등터널     | 4,306m | 1980년   | 최장 터널 |
| 명서터널     | 98m    | 1928년   | 제천 방향 |
| 삼탄1터널    | 142m   | 1928년   | 제천 방향 |
| 삼탄2터널    | 77m    | 1928년   | 제천 방향 |
| 산척터널     | 788m   | 1928년   | 제천 방향 |
| 산척터널     | 816m   | 1980년   | 오송 방향 |
| 대덕터널     | 287m   | 1928년   | 제천 방향 |
| 대덕터널     | 327m   | 1980년   | 오송 방향 |
| 공전터널     | 225m   | 1980년   |           |
| 연박터널     | 225m   | 1980년   |           |
| 주포(구)터널 | 300m   | 1980년   |           |
| 주포3터널    | 298m   | 2019년   |           |
| 주포4터널    | 557m   | 2019년   |           |

## 운영
2023년도 철도통계연보에 따르면, 충북선을 경유하는 정기열차의 열차 운행 빈도는 다음과 같다.
| 운행구간    | 선로용량 | 일반여객 | 컨테이너 | 일반화물 | 운행총계 |
| ----------- | -------- | -------- | -------- | -------- | -------- |
| 조치원~오송 | 76       | 10       | 0        | 6        | 16       |
| 오송~봉양   | 128      | 11       | 0        | 21       | 32       |

- 다른 노선으로의 환승은 조치원역(경부선), 오송역(경부고속철도, 호남고속철도)에서 가능하다. 모든 열차가 제천역으로 운행하므로 제천역에서 태백선이나 중앙선으로 갈아탈 수도 있다.
- 미니카페는 대전 ~ 제천 간을 운행하는 왕복 8회의 무궁화호 열차에만 운영하고 동대구 ~ 영주 간을 운행하는 무궁화호 열차에는 운영하지 않는다.

## 특성
이 노선은 화물 수송 기능이 중시되는 노선으로서, 복선화 및 전철화도 여객수송 목적이 아닌 화물수송을 주 목적으로 이루어진 노선이다. 여객 열차 운행은 무궁화호가 운행한다.
실제 정기 여객열차 운행 구간은 경부선 동대구역 또는 대전역에서 서울 방면으로 시작해 신탄진역에 정차한 후, 분기역인 조치원역에서 충북선으로 분기하기 시작하고, 마지막 역인 봉양역에서 다시 중앙선 경주 방면으로 분기, 제천역에서 운행이 종료되거나 영주역까지 연장 운행한다. 또, 그 반대의 경우에도 영주역 또는 제천역에서 청량리 방면으로 봉양역까지 가다가 충북선으로 분기해 조치원역에서 경부선 부산 방면으로 분기 후, 신탄진역을 경유하여 대전역에서 운행을 종료하거나 동대구역까지 운행한다. 그리고, 일일 상·하행 2왕복에 한해 서울역에서 부산 방면으로 가다가 서창역에서 오송선으로 분기, 오송역부터 충북선을 운행하는 이 운행 계통은 무궁화호로 운행하며 열차 운용상의 문제로 무궁화호로 잠시 환원되어 운행하기도 하였다.
반면, 화물열차는 대전 방면으로 가는 열차보다는 오송선을 거쳐 오봉역, 오류동역 등지로 운행되는 열차가 주를 이루고 있다.
이 노선의 연선은 전체적으로 완만한 구릉지가 많으나, 중앙선 방향으로는 산악구간이 많은 편이다. 청주시 구간은 전반적으로 평야지대이나 대개 농지인데다 청주 구간의 역이 대부분 시가지에서 떨어져 있어 여객 수요가 충분하지는 못하다.

## 역 목록
- 무 : 무궁화호
- ● : 전 열차 정차, ▲ : 일부 열차 정차,  | : 미정차

| 조치원                       | Jochiwon               | 鳥致院   | 0.0  | 0.0   | ▲  | 경부선                       | 세종특별자치시 | 세종특별자치시 |                             |
| 오송                         | Osong                  | 五松     | 4.4  | 4.4   | ●  | 오송선 경부고속선 호남고속선 | 충청북도       | 청주시         |                             |
| 청주                         | Cheongju               | 淸州     | 7.0  | 11.4  | ●  |                              | 충청북도       | 청주시         |                             |
| 오근장                       | Ogeunjang              | 梧根場   | 10.1 | 21.5  | ●  |                              | 충청북도       | 청주시         |                             |
| 청주공항                     | Cheongju Int'l Airport | 淸州空港 | 2.9  | 24.4  | ●  |                              | 충청북도       | 청주시         | 인근에 청주국제공항이 있다. |
| 내수                         | Naesu                  | 內秀     | 4.4  | 28.8  | ｜ |                              | 충청북도       | 청주시         |                             |
| 증평                         | Jeungpyeong            | 曾坪     | 7.8  | 36.6  | ●  |                              | 충청북도       | 증평군         |                             |
| 도안                         | Doan                   | 道安     | 6.2  | 42.8  | ｜ |                              | 충청북도       | 증평군         |                             |
| 보천                         | Bocheon                | 甫川     | 8.7  | 51.5  | ｜ |                              | 충청북도       | 음성군         |                             |
| 음성                         | Eumseong               | 陰城     | 8.1  | 59.6  | ●  |                              | 충청북도       | 음성군         |                             |
| 소이                         | Soi                    | 蘇伊     | 4.5  | 64.1  | ｜ |                              | 충청북도       | 음성군         |                             |
| 주덕                         | Judeok                 | 周德     | 7.8  | 71.9  | ●  |                              | 충청북도       | 충주시         |                             |
| 달천                         | Dalcheon               | 達川     | 7.0  | 78.9  | ｜ |                              | 충청북도       | 충주시         |                             |
| 충주                         | Chungju                | 忠州     | 3.8  | 82.7  | ●  | 중부내륙선                   | 충청북도       | 충주시         |                             |
| 목행                         | Mokhaeng               | 牧杏     | 5.4  | 88.1  | ｜ |                              | 충청북도       | 충주시         |                             |
| 동량                         | Dongnyang              | 東良     | 4.6  | 92.7  | ｜ |                              | 충청북도       | 충주시         |                             |
| 삼탄                         | Samtan                 | 三灘     | 7.9  | 100.6 | ▲  |                              | 충청북도       | 충주시         |                             |
| 공전                         | Gongjeon               | 公田     | 5.8  | 106.4 | ｜ |                              | 충청북도       | 제천시         |                             |
| 봉양                         | Bongyang               | 鳳陽     | 8.6  | 115.0 | ▲  | 중앙선                       | 충청북도       | 제천시         |                             |
| ↓ 중앙선 제천역, 영주역 방면 |                        |          |      |       |    |                              |                |                |                             |

## 이용객 변동
다음 자료는 2000년부터 2015년까지 한국철도공사 한국철도통계 내용을 모은 것이다.
| 구분       | 이용 인원수 (명) | 이용 인원수 (명) | 이용 인원수 (명) | 이용 인원수 (명) | 이용 인원수 (명)             | 이용 인원수 (명)             | 이용 인원수 (명)             | 이용 인원수 (명)             | 이용 인원수 (명)             | 이용 인원수 (명)             | 이용 인원수 (명)             | 이용 인원수 (명)             | 이용 인원수 (명)             | 이용 인원수 (명)             | 이용 인원수 (명)             | 이용 인원수 (명)             | 각주   |
| 구분       | 2000년           | 2001년           | 2002년           | 2003년           | 2004년                       | 2005년                       | 2006년                       | 2007년                       | 2008년                       | 2009년                       | 2010년                       | 2011년                       | 2012년                       | 2013년                       | 2014년                       | 2015년                       | 각주   |
| ---------- | ---------------- | ---------------- | ---------------- | ---------------- | ---------------------------- | ---------------------------- | ---------------------------- | ---------------------------- | ---------------------------- | ---------------------------- | ---------------------------- | ---------------------------- | ---------------------------- | ---------------------------- | ---------------------------- | ---------------------------- | ------ |
| 비둘기     | 0                | 0                | 0                | 0                | 0                            | 0                            | 0                            | 0                            | 0                            | 0                            | 0                            | 0                            | 0                            | 0                            | 0                            | 0                            | [ 22 ] |
| 통일(통근) | 180,341          | 200,786          | 193,370          | 179,505          | 40,322                       | 0                            | 0                            | 0                            | 0                            | 0                            | 0                            | 0                            | 0                            | 0                            | 0                            | 0                            | [ 22 ] |
| 무궁화     | 561,499          | 558,648          | 521,213          | 470,668          | 617,515                      | 668,589                      | 657,253                      | 669,988                      | 692,694                      | 655,789                      | 727,429                      | 856,123                      | 929,870                      | 1,005,440                    | 1,043,909                    | 1,096,302                    | [ 22 ] |
| 새마을     | 0                | 0                | 0                | 0                | 0                            | 345                          | 483                          | 820                          | 1,088                        | 5                            | 0                            | 0                            | 342                          | 1,843                        | 1,709                        | 14,919                       | [ 22 ] |
| 건설       | 10,414           | 18,668           | 29,998           | 47,346           | 각 종별 열차 이용객에 포함됨 | 각 종별 열차 이용객에 포함됨 | 각 종별 열차 이용객에 포함됨 | 각 종별 열차 이용객에 포함됨 | 각 종별 열차 이용객에 포함됨 | 각 종별 열차 이용객에 포함됨 | 각 종별 열차 이용객에 포함됨 | 각 종별 열차 이용객에 포함됨 | 각 종별 열차 이용객에 포함됨 | 각 종별 열차 이용객에 포함됨 | 각 종별 열차 이용객에 포함됨 | 각 종별 열차 이용객에 포함됨 | [ 22 ] |
| 정기권     | 39,721           | 37,783           | 42,529           | 38,985           | 각 종별 열차 이용객에 포함됨 | 각 종별 열차 이용객에 포함됨 | 각 종별 열차 이용객에 포함됨 | 각 종별 열차 이용객에 포함됨 | 각 종별 열차 이용객에 포함됨 | 각 종별 열차 이용객에 포함됨 | 각 종별 열차 이용객에 포함됨 | 각 종별 열차 이용객에 포함됨 | 각 종별 열차 이용객에 포함됨 | 각 종별 열차 이용객에 포함됨 | 각 종별 열차 이용객에 포함됨 | 각 종별 열차 이용객에 포함됨 | [ 22 ] |
| 합계       | 791,975          | 815,885          | 787,110          | 736,504          | 657,837                      | 668,934                      | 657,736                      | 670,808                      | 693,782                      | 655,794                      | 727,429                      | 856,124                      | 930,121                      | 1,007,283                    | 1,045,618                    | 1,111,221                    | [ 22 ] |

## 미래
2019년 1월, 충북선 고속화 사업이 2031년 완공 목표로 예비타당성 조사를 면제받았다. 선형개량 구간은 최고속도 250km/h로, 기존선 활용 구간은 최고속도 150km/h로 증속되어 KTX-이음이 운행될 경우 제천 봉양역에서 청주공항역까지 41.4분, 서대전역까지 1시간 2분만에 갈 수 있게 된다.
2023년 12월 4일 국토교통부는 청주공항~제천 봉양역 85.5㎞ 충북선 철도 고속화 사업 기본계획을 고시했다.

## 같이 보기
- 한국철도공사
- 경부선
- 중앙선